# Marele Premiu al Mexicului din 2018
Marele Premiu al Mexicului din 2018 (cunoscut oficial ca Formula 1 Gran Premio de México 2018) a fost o cursă auto de Formula 1 ce s-a desfășurat pe 28 octombrie 2018 pe Autódromo Hermanos Rodríguez din Ciudad de México, Mexic. Cursa a fost cea de a nouăsprezecea etapă a Campionatului Mondial de Formula 1 din 2018.

## Calificări
Calificările au avut loc pe 27 octombrie 2018, începând cu ora locală 13:00 CDT (UTC-5), ora 21:00 EEST.
| Poz.                  | Nr. | Pilot             | Constructor               | Timpi calificări | Timpi calificări | Timpi calificări | Grila finală |
| Poz.                  | Nr. | Pilot             | Constructor               | Q1               | Q2               | Q3               | Grila finală |
| --------------------- | --- | ----------------- | ------------------------- | ---------------- | ---------------- | ---------------- | ------------ |
| 1                     | 3   | Daniel Ricciardo  | Red Bull Racing-TAG Heuer | 1:15,866         | 1:15,845         | 1:14,759         | 1            |
| 2                     | 33  | Max Verstappen    | Red Bull Racing-TAG Heuer | 1:15,756         | 1:15,640         | 1:14,785         | 2            |
| 3                     | 44  | Lewis Hamilton    | Mercedes                  | 1:15,673         | 1:15,644         | 1:14,894         | 3            |
| 4                     | 5   | Sebastian Vettel  | Ferrari                   | 1:16,089         | 1:15,715         | 1:14,970         | 4            |
| 5                     | 77  | Valtteri Bottas   | Mercedes                  | 1:15,580         | 1:15,923         | 1:15,160         | 5            |
| 6                     | 7   | Kimi Räikkönen    | Ferrari                   | 1:16,446         | 1:15,996         | 1:15,330         | 6            |
| 7                     | 27  | Nico Hülkenberg   | Renault                   | 1:16,498         | 1:16,126         | 1:15,827         | 7            |
| 8                     | 55  | Carlos Sainz Jr.  | Renault                   | 1:16,813         | 1:16,188         | 1:16,084         | 8            |
| 9                     | 16  | Charles Leclerc   | Sauber-Ferrari            | 1:16,862         | 1:16,320         | 1:16,189         | 9            |
| 10                    | 9   | Marcus Ericsson   | Sauber-Ferrari            | 1:16,701         | 1:16,633         | 1:16,513         | 10           |
| 11                    | 31  | Esteban Ocon      | Force India-Mercedes      | 1:16,252         | 1:16,844         |                  | 11           |
| 12                    | 14  | Fernando Alonso   | McLaren-Renault           | 1:16,857         | 1:16,871         |                  | 12           |
| 13                    | 11  | Sergio Pérez      | Force India-Mercedes      | 1:16,242         | 1:17,167         |                  | 13           |
| 14                    | 28  | Brendon Hartley   | Scuderia Toro Rosso-Honda | 1:16,682         | 1:17,184         |                  | 14           |
| 15                    | 10  | Pierre Gasly      | Scuderia Toro Rosso-Honda | 1:16,828         | Fără timp        |                  | 20           |
| 16                    | 8   | Romain Grosjean   | Haas-Ferrari              | 1:16,911         |                  |                  | 18           |
| 17                    | 2   | Stoffel Vandoorne | McLaren-Renault           | 1:16,966         |                  |                  | 15           |
| 18                    | 20  | Kevin Magnussen   | Haas-Ferrari              | 1:17,599         |                  |                  | 16           |
| 19                    | 18  | Lance Stroll      | Williams-Mercedes         | 1:17,689         |                  |                  | 17           |
| 20                    | 35  | Serghéi Sirótkin  | Williams-Mercedes         | 1:17,886         |                  |                  | 19           |
| Regula 107%: 1:20,870 |     |                   |                           |                  |                  |                  |              |
| Sursa:                |     |                   |                           |                  |                  |                  |              |

Note
- ^1 – Pierre Gasly a primit o penalizare de 20 de locuri pe grila de start: 15 locuri pentru că a depășit numărul de elemente al motorului și 5 locuri pentru o schimbare neprogramată a cutiei de viteze.
- ^2 – Romain Grosjean a primit o penalizare de 3 locuri pe grila de start pentru că a cauzat o coliziune în cursa anterioară.

## Cursa
Cursa a avut loc pe 28 octombrie 2018, începând cu ora locală 13:00 CST (UTC-6), ora 21:00 EET, și a durat 71 de tururi.
| Poz.   | Nr. | Pilot             | Constructor               | Tururi | Timp/Retras    | Grilă | Puncte |
| ------ | --- | ----------------- | ------------------------- | ------ | -------------- | ----- | ------ |
| 1      | 33  | Max Verstappen    | Red Bull Racing-TAG Heuer | 71     | 1:38:28,851    | 2     | 25     |
| 2      | 5   | Sebastian Vettel  | Ferrari                   | 71     | +17,316        | 4     | 18     |
| 3      | 7   | Kimi Räikkönen    | Ferrari                   | 71     | +49,914        | 6     | 15     |
| 4      | 44  | Lewis Hamilton    | Mercedes                  | 71     | +1:18,738      | 3     | 12     |
| 5      | 77  | Valtteri Bottas   | Mercedes                  | 70     | +1 tur         | 5     | 10     |
| 6      | 27  | Nico Hülkenberg   | Renault                   | 69     | +2 tururi      | 7     | 8      |
| 7      | 16  | Charles Leclerc   | Sauber-Ferrari            | 69     | +2 tururi      | 9     | 6      |
| 8      | 2   | Stoffel Vandoorne | McLaren-Renault           | 69     | +2 tururi      | 15    | 4      |
| 9      | 9   | Marcus Ericsson   | Sauber-Ferrari            | 69     | +2 tururi      | 10    | 2      |
| 10     | 10  | Pierre Gasly      | Scuderia Toro Rosso-Honda | 69     | +2 tururi      | 20    | 1      |
| 11     | 31  | Esteban Ocon      | Force India-Mercedes      | 69     | +2 tururi      | 11    |        |
| 12     | 18  | Lance Stroll      | Williams-Mercedes         | 69     | +2 tururi      | 17    |        |
| 13     | 35  | Serghéi Sirótkin  | Williams-Mercedes         | 69     | +2 tururi      | 19    |        |
| 14     | 28  | Brendon Hartley   | Scuderia Toro Rosso-Honda | 69     | +2 tururi      | 14    |        |
| 15     | 20  | Kevin Magnussen   | Haas-Ferrari              | 69     | +2 tururi      | 16    |        |
| 16     | 8   | Romain Grosjean   | Haas-Ferrari              | 68     | +3 tururi      | 18    |        |
| Ab     | 3   | Daniel Ricciardo  | Red Bull Racing-TAG Heuer | 61     | Hidraulice     | 1     |        |
| Ab     | 11  | Sergio Pérez      | Force India-Mercedes      | 38     | Frâne          | 13    |        |
| Ab     | 55  | Carlos Sainz Jr.  | Renault                   | 28     | Baterie        | 8     |        |
| Ab     | 14  | Fernando Alonso   | McLaren-Renault           | 3      | Presiunea apei | 12    |        |
| Sursa: |     |                   |                           |        |                |       |        |

Note
- ^1 – Brendon Hartley a primit o penalizare de 5 secunde pentru cauzarea unei coliziuni.

## Clasamentele campionatelor după cursă
|  | Poz. | Pilot            | Puncte |
|  | ---- | ---------------- | ------ |
|  | 1    | Lewis Hamilton   | 358    |
|  | 2    | Sebastian Vettel | 294    |
|  | 3    | Kimi Räikkönen   | 236    |
|  | 4    | Valtteri Bottas  | 227    |
|  | 5    | Max Verstappen   | 216    |

|  | Poz. | Constructor               | Puncte |
|  | ---- | ------------------------- | ------ |
|  | 1    | Mercedes                  | 585    |
|  | 2    | Ferrari                   | 530    |
|  | 3    | Red Bull Racing-TAG Heuer | 362    |
|  | 4    | Renault                   | 114    |
|  | 5    | Haas-Ferrari              | 84     |